# Eindhoven
Eindhoven ([ˈɛintɦoːvə(n)] ) est une ville et commune néerlandaise, située en province de Brabant-Septentrional. Avec 249 035 habitants en décembre 2024 pour une superficie de 88,92 km2, il s'agit de la cinquième ville au niveau national, ainsi que la première au niveau provincial, en nombre d'habitants, bien qu'elle ne soit pas le chef-lieu de la province, qui est Bois-le-Duc.
La barre des 200 000 habitants est atteinte le 15 février 1999 et la ville continue de grandir. Les communes voisines sont Son en Breugel, Nuenen, Gerwen en Nederwetten, Geldrop-Mierlo, Heeze-Leende, Valkenswaard, Waalre, Veldhoven, Oirschot et Best. Avec les communes alentour, l'agglomération d'Eindhoven compte près de 440 000 habitants sur une superficie d'environ 540 km2. La région d'Eindhoven — comptant près de 700 000 habitants — fait partie du réseau urbain BrabantStad.

## Toponymie
Le nom « Eindhoven » pourrait être trivialement traduit par la laatste hoeve (« dernière ferme ») de Woensel. Cette signification remonterait au XIe ou XIIe siècle. Mais la signification plausible est peut-être plus ancienne et complexe, remontant à l'époque batave, où le terme romanisé serait anteeimansus, le domaine (mansus) placé en avant (ante) des autres (domaines) ou devant les autres. Le toponyme partiellement germanisé entre le VIe siècle et le Xe siècle pourrait être anteedinghof ou antehoffen, entérinant la mutation d'exploitation servile en cour colongère (dinghof) ou simple cour de collecte seigneuriale (hof ou hoffen). La transposition paysanne néerlandophone serait cohérente, la forme primitive de "hoeven" désigne au Xe siècle une manse fiscale (concrètement un village) et l'assimilation spatiale/sociale du début à la fin n'est qu'une question de déplacement du regard.
L'élément Eind ('fin, extrémité, final') se retrouve beaucoup dans les indications de lieux en microtoponymie locale; la rue principale d'Eindhoven, qui fait partie de l'ancienne voie Den Bosch-Maastricht, s'appelle en effet Stratumseind, à l'endroit où elle croise la Dommel, tandis qu'au Moyen Âge, ce même chemin menait, au nord, au hameau Eindje, juste à l'extérieur des remparts de la ville.
Hof ('lopin de terre clôturé, jardin') et hoeve ('ferme') signifient à peu près la même chose dans le dialecte du sud des Pays-Bas ; le mot 'hova' désignerait à l'origine un morceau de terre d'environ 10 hectares, qui était prêté à des particuliers. Cet élément apparaît très fréquemment dans les environs d'Eindhoven. À noter, entre autres, Boshoven, Geenhoven, Haspershoven, Meerhoven, Nijhoven, Riethoven, Urkhoven, Veldhoven, Vlokhoven, Westerhoven et Zonhoven. -Hoven n'est pas la forme du pluriel, mais celle d'une ancienne déclinaison du singulier, pour définir un lieu. D'ailleurs, cette inflexion -hofen/-hoven se retrouve aussi couramment dans les noms de lieux en Belgique et en Allemagne.
D'autres explications ont été avancées mais elles sont moins plausibles.

## Communications
Eindhoven est desservie entre autres par des voies ferrées pour le transport des personnes et des marchandises, des lignes de bus et les autoroutes A2 (Amsterdam-Maastricht), A50 (Eindhoven-Emmeloord), A58 (Eindhoven-Flessingue) et A67 (Duisbourg-Anvers). La ville possède également son propre aéroport, l'aéroport d'Eindhoven.

## Climat
Eindhoven compte l'une des dix stations météorologiques du KNMI (Koninklijk Nederlands Meteorologisch Instituut = Institut météorologique du Royaume des Pays-Bas). C'est la seule station météo présente dans le triangle formé par les villes de Rotterdam, (de Bilt), Twente et Maastricht et elle fournit les données climatologiques de la région.
| Mois                              | jan.  | fév.  | mars  | avril | mai  | juin | jui. | août | sep. | oct. | nov. | déc.  | année |
| --------------------------------- | ----- | ----- | ----- | ----- | ---- | ---- | ---- | ---- | ---- | ---- | ---- | ----- | ----- |
| Température minimale moyenne (°C) | 0     | −0,2  | 1,9   | 3,6   | 7,7  | 10,3 | 12,3 | 12   | 9,7  | 6,4  | 3    | 1,3   | 5,7   |
| Température moyenne (°C)          | 2,8   | 3,1   | 6     | 8,6   | 13,1 | 15,6 | 17,6 | 17,5 | 14,3 | 10,4 | 6,1  | 4     | 9,9   |
| Température maximale moyenne (°C) | 5,4   | 6,4   | 10,2  | 13,4  | 18,1 | 20,4 | 22,6 | 22,8 | 19   | 14,5 | 9,1  | 6,4   | 14    |
| Record de froid (°C)              | −20,8 | −14,2 | −14,7 | −5,9  | −1,9 | 0,4  | 2,9  | 3,6  | −0,4 | −5,4 | −9,5 | −17,4 | −20,8 |
| Record de chaleur (°C)            | 15,2  | 18,9  | 22,1  | 28    | 32,5 | 34,4 | 35,8 | 35,8 | 30,2 | 27   | 18,6 | 16,2  | 35,8  |

## Armoiries et drapeau
Les armoiries d'Eindhoven sont d'argent à lion de gueules, parti de gueules à trois cors d'argent. Elles combinent le lion des ducs de Brabant et les cors des armoiries des seigneurs de Cranendonk. Le plus ancien témoignage de l'existence de ces armoiries est un sceau de 1355. Les armoiries actuelles ont été officiellement fixées en 1923. Avant cette date, les mêmes armoiries étaient utilisées, mais avec les couleurs du royaume (azur et or).
Le drapeau d'Eindhoven a été créé par l'architecte Louis Kooken et mis en place par les membres du conseil municipal le 14 octobre 1927 avec les couleurs actuelles de la ville : rouge et blanc. La lettre « E » est reconnaissable sur le drapeau. Deux bandes d'égale largeur proviennent de la hampe, une rouge et une blanche, faisant allusion au blason. La bande blanche jouxte cinq bandes horizontales alternativement rouges et blanches, de largeur égale, qui représentent les anciennes communes de Woensel, Tongelre, Stratum, Gestel et Strijp. Ces communes font partie d'Eindhoven depuis 1920. Eindhoven a également produit un étendard à la même époque. Celui-ci ressemble au drapeau à la seule différence du coin en haut à gauche, dans lequel apparaissent les armoiries.

## Histoire

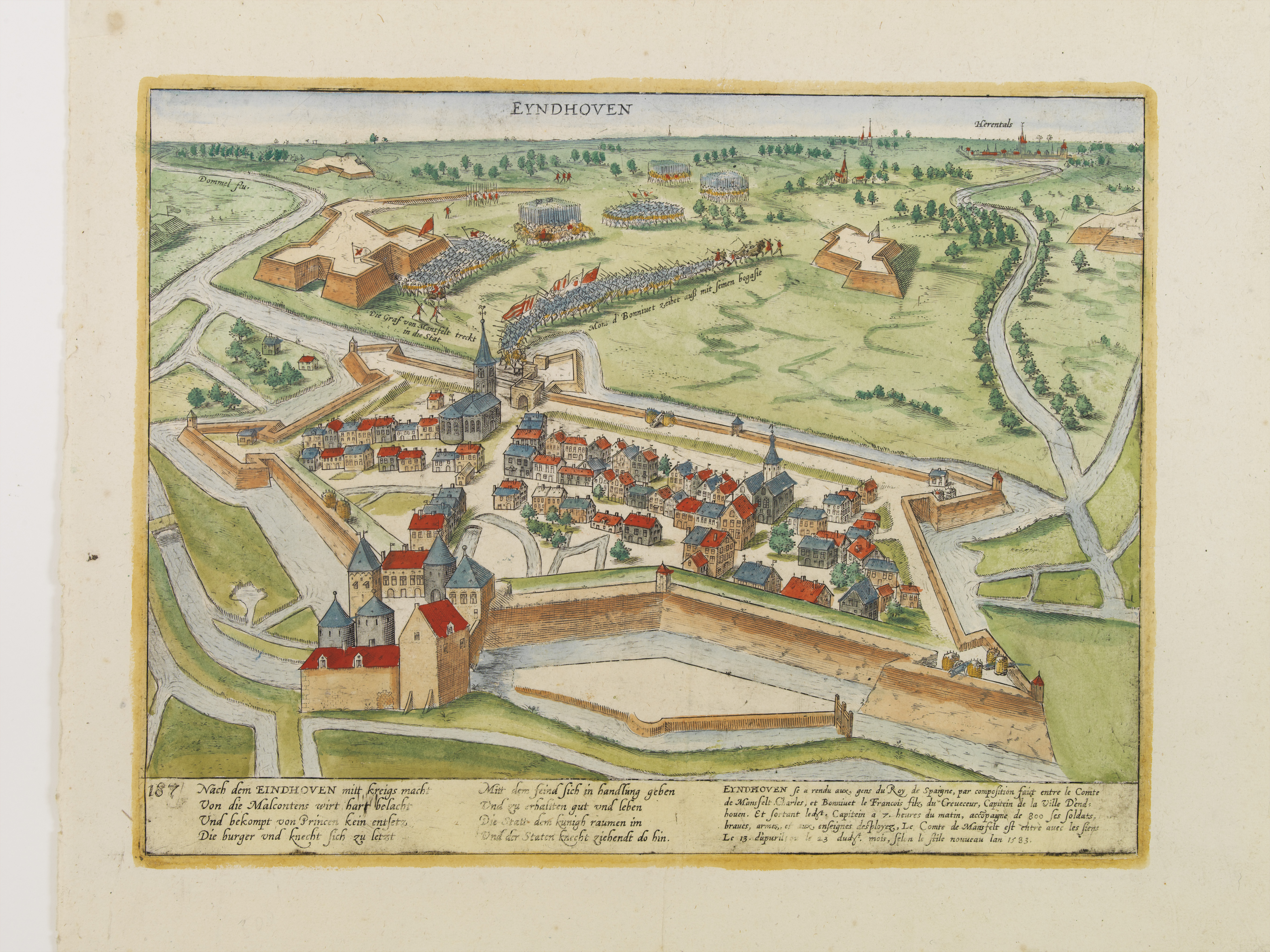
Vue sud-est d'Eindhoven pendant la guerre de Quatre-Vingts Ans, représentant la retraite de la garnison après le siège d'Eindhoven (1583).

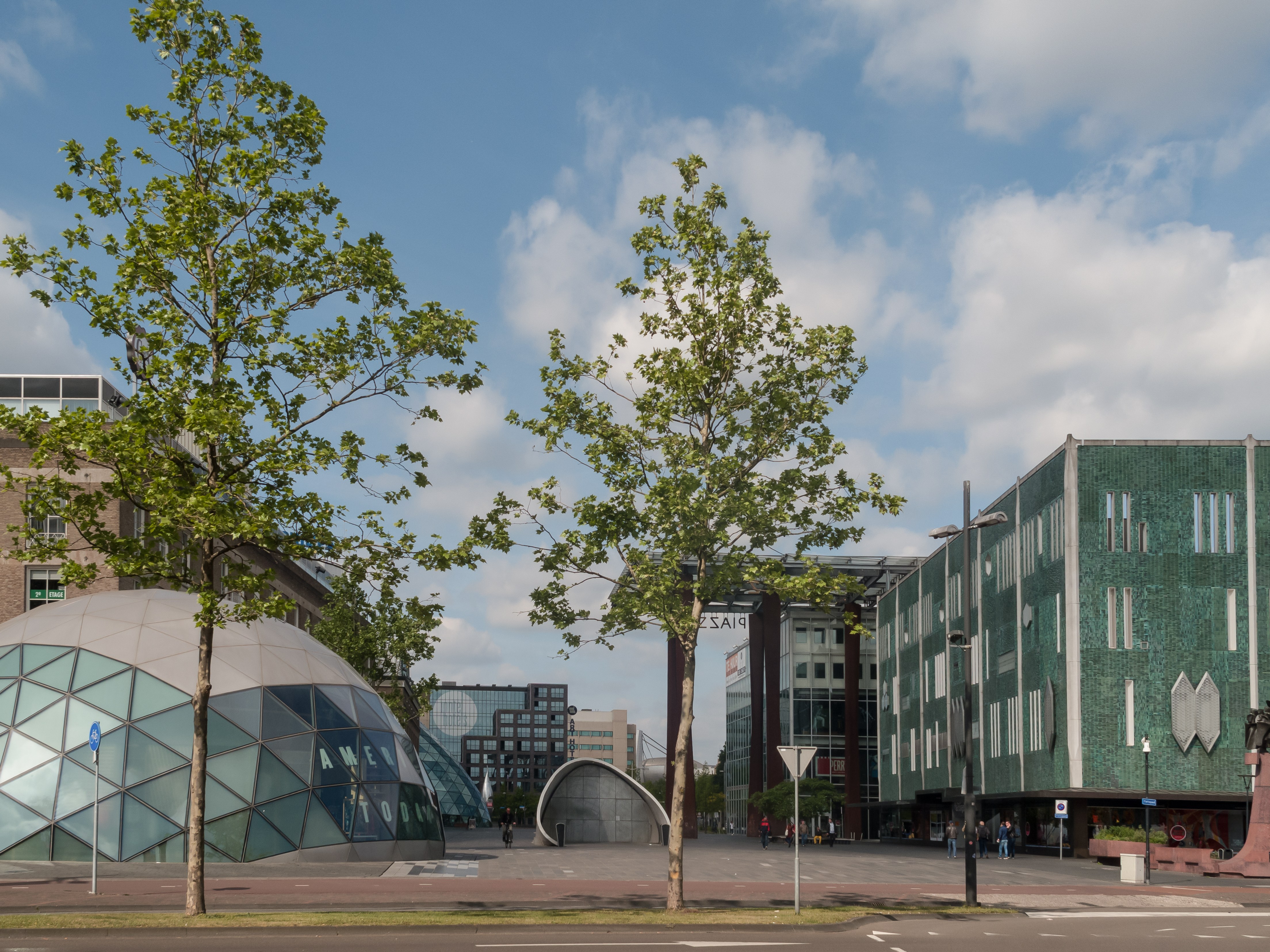
18 Septemberplein-Vestdijk-Stationsplein.

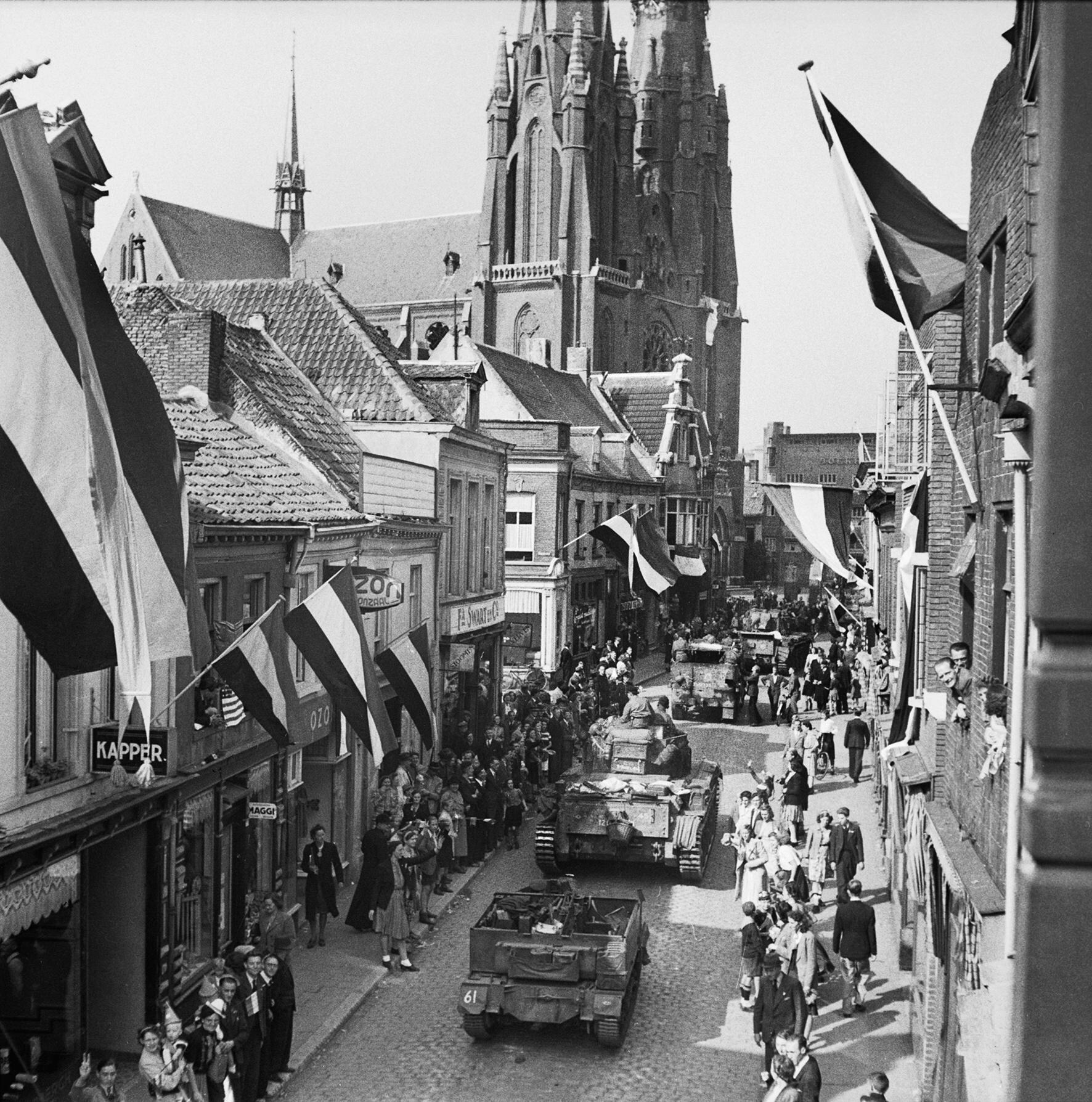
Le Stratumseind, un jour après la Libération des Pays-Bas, le 19 septembre 1944.

Eindhoven naît sur un terrain surélevé entre les ruisseaux Dommel et Gender. La ville reçoit, en 1232, des libertés communales du comte Henri Ier de Brabant. La villa Ravensdonck se trouve aujourd'hui à l'endroit où était implanté le vieux château du XVe siècle, tout près du monastère des augustins de Mariënhage. Après le siège d'Eindhoven en 1583, les remparts sont à nouveau détruits. À l'intérieur de ces remparts se trouvait l'église Sainte-Catharine, datant du Moyen-Âge, et détruite en 1860. L'église néogothique qui la remplace à présent est achevée en 1867. Conçue par Pierre Cuypers, elle se fait remarquer par son chœur dirigé vers l'ouest. De 2004 à 2006, le chœur de l'ancienne église Sainte-Catherine est excavé avec les restes qui y étaient enterrés, sous la direction de l'archéologue du bâti Nico Arts, originaire d'Eindhoven.

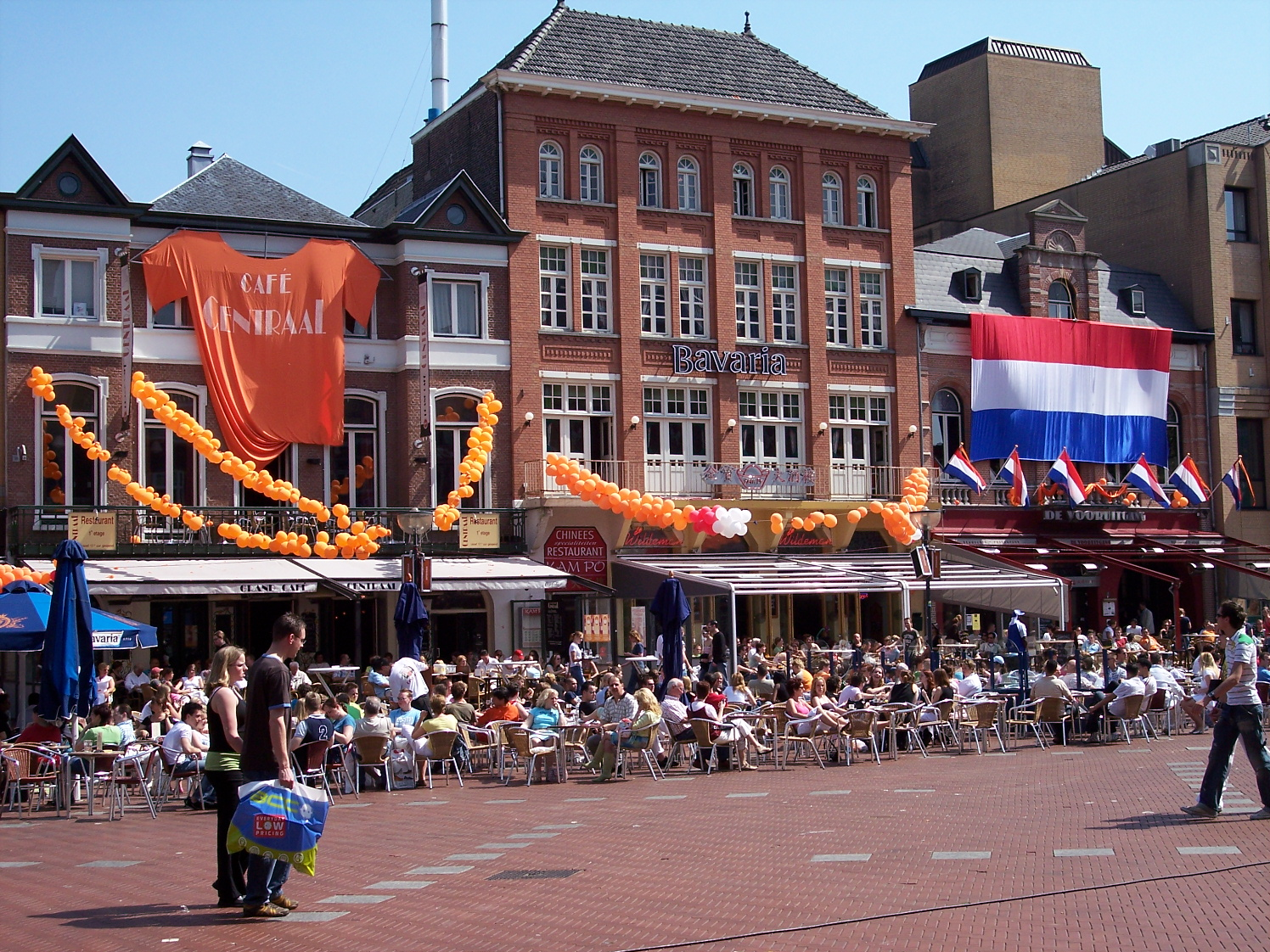
Centre-ville pendant la fête du Koninginnedag.

Aux alentours de 1900, à la suite de l'industrialisation, les usines d'Eindhoven attirent de plus en plus de travailleurs. Citons les usines textiles Elias, De Haes, Bara (abréviation de Baekers et Raymakers), les industries du tabac Mignot & De Block, van Abbe en Lurmans, la tannerie des Frères Keunen, l'usine royale d'allumettes Mennen & Keunen, le célèbre cigarettier Brüning et le fabricant d'ampoules, puis d'appareils électriques Philips à partir de 1891. La ville accueillait les usines et les fabricants, alors que les communes alentour avaient la charge du logement des ouvriers car il n'y avait plus de place à Eindhoven.
En 1920 naquit la ville actuelle d'Eindhoven, à l'époque aussi appelée Groot-Eindhoven (« Grand-Eindhoven »), de la fusion de la petite ville d'Eindhoven limité à 14 000 habitants (correspondant approximativement au centre-ville actuel) et des communes avoisinantes de Woensel, Strijp, Stratum, Tongelre et Gestel en Blaarthem. La population de cette ville ouvrière modèle en 1930, après la fusion, s'élevait à plus ou moins 45 000 habitants. Depuis, des rattachements plus petits ont été effectués. Une partie de l'ancienne commune de Geldrop, et à la fin des années 1990, une partie de la commune de Veldhoven, ont été ajoutées, cette dernière pour y bâtir une zone industrielle (FlightForum) et un quartier résidentiel (Meerhoven).
Eindhoven fut libérée le 18 septembre 1944 par les hommes de la 101e airborne, durant l'opération Market Garden. La ville fut alors soumise aux bombardements et aux attaques terrestres des Allemands. La libération est encore célébrée chaque année avec la Lichtjesroute (« route des Lumières »).
Bien plus tard, l'usine automobile DAF contribua à l'expansion, tout comme le groupe VDL, qui produit des autobus et autocars massivement exportés. En 2003 environ 9 500 usines employaient près de 130 000 personnes dans la région.

## Économie
- Le constructeur de camions DAF y possède son siège social.
- La société Philips qui fut créée dans cette ville y a longtemps abrité son siège social avant qu'il soit déménagé à Amsterdam.
- Le plateforme d'expédition de commerce électronique Sendcloud y possède son siège social.
- Le siège social d´ASML est établi dans la commune voisinne de Veldhoven.

## Démographie

### Historique de la population
|      | Commune | Agglomération | Aire urbaine |
| ---- | ------- | ------------- | ------------ |
| 1960 | 166.032 | 218.034       | 254.111      |
| 1970 | 188.631 | 264.515       | 314.275      |
| 1980 | 194.451 | 283.308       | 346.459      |
| 1990 | 191.467 | 285.921       | 359.092      |
| 2000 | 201.728 | 302.274       | 383.090      |
| 2009 | 212.269 | 325.342       | 407.667      |

### Origines des habitants
|                             | Valeurs absolues | Structure en % |
| --------------------------- | ---------------- | -------------- |
| Autochtones                 | 152.225          | 71,69          |
| Allochtones occidentaux     | 26.034           | 12,26          |
| Union européenne            | 16.004           | 7,54           |
| Indonésie                   | 6.363            | 3,00           |
| Autres                      | 3.667            | 1,73           |
| Allochtones non occidentaux | 34.082           | 16,05          |
| Turquie                     | 9.837            | 4,63           |
| Maroc                       | 6.093            | 2,54           |
| Suriname                    | 3.627            | 1,71           |
| Chine                       | 2.502            | 1,18           |
| Antilles néerlandaises      | 2.420            | 1,14           |
| Autres                      | 10.296           | 4,85           |

## Administration

### Liste des bourgmestres
| Période | Période  | Identité            | Étiquette | Qualité                                                      |
| ------- | -------- | ------------------- | --------- | ------------------------------------------------------------ |
| 2008    | 2016     | Rob van Gijzel (en) | PvdA      | Représentant à la Seconde Chambre (1994-2001)                |
| 2016    | 2022     | John Jorritsma      | VVD       | Commissaire du Roi en Frise (2008-2016)                      |
| 2022    | En cours | Jeroen Dijsselbloem | PvdA      | Président du Bureau pour la sécurité néerlandais (2019-2022) |

## Culture et éducation
- Université technique d'Eindhoven
- Design Academy Eindhoven

## Sports et loisirs
La ville est connue pour son célèbre complexe omnisports du PSV Eindhoven dont le club de football du même nom fait partie des trois meilleurs clubs néerlandais (avec l'Ajax Amsterdam et le Feyenoord Rotterdam). Le PSV est également un des rares clubs de football à avoir vu évoluer Ronaldo sous ses couleurs.
Eindhoven abrite par ailleurs un club de hockey sur glace professionnel, le Dolphin Kemphanen.

## Personnalités liées à la commune
- Hans Dekkers (1928-1984), ancien cycliste néerlandais, né à Eindhoven.
- Toine Hezemans (1943-), ancien pilote automobile néerlandais.
- Jan de Rooy (1943-2024), pilote de rallyes-raids néerlandais.
- Lenny Kuhr (1950-), chanteuse néerlandaise, née à Eindhoven.
- René van de Kerkhof et son frère jumeau Willy van de Kerkhof (1951-), anciens footballeurs internationaux néerlandais, nés à Helmond, prés d'Eindhoven.
- Peter Kox (1964-), pilote automobile néerlandais, né à Eindhoven.
- Rik Smits (1966-), ancien joueur néerlandais de basket-ball, né à Eindhoven.
- Mike Hezemans (1969-), ancien pilote automobile néerlandais et fils de Toine Hezemans, né à Eindhoven.
- Peter Aerts (1970-), pratiquant de kick boxing néerlandais puis cousin de Maikel Aerts, né à Eindhoven.
- Phillip Cocu (1970-), ancien footballeur international néerlandais, né à Eindhoven.
- Maikel Aerts (1976-), ancien footballeur néerlandais,au poste de gardien de but puis cousin de Peter Aerts, né à Eidhoven.
- Wilfred Bouma (1978-), footballeur international néerlandais, né à Helmond, prés d'Eindhoven.
- Sander van Doorn (1979-), DJ néerlandais, né à Eindhoven.
- Christijan Albers (1979-), pilote automobile néerlandais, né à Eindhoven.
- Nicole van Nierop (1980-), actrice et scénariste néerlandaise, née à Eindhoven.
- Hans Dekkers (1981-), cycliste néerlandais, né à Eindhoven.
- Theo Eltink (1981-), ancien cycliste néerlandais, né à Eindhoven.
- Jurjen van Loon (1983-), acteur, réalisateur, producteur, scénariste et présentateur néerlandais, né à Eindhoven.
- Otman Bakkal (1985-), footballeur néerlandais d'origine marocaine, né à Eindhoven.

## Jumelage
- Bayeux (France)
- Białystok (Pologne)